# Конус письменный
Конус письменный (лат. Conus litteratus) — вид брюхоногих моллюсков из семейства конусов (Conidae).

## Описание
Раковина длиной 44—129 мм; крупная, конической формы, симметричная с уплощённой вершиной без короны. Поверхность раковины гладкая. Общая окраска — белая с тремя широкими поперечными полосками золотисто-жёлтого либо коричневого цвета и многочисленными спиральными рядами точек, пятнышек или коротких вертикальных линий, напоминающих арабскую вязь.

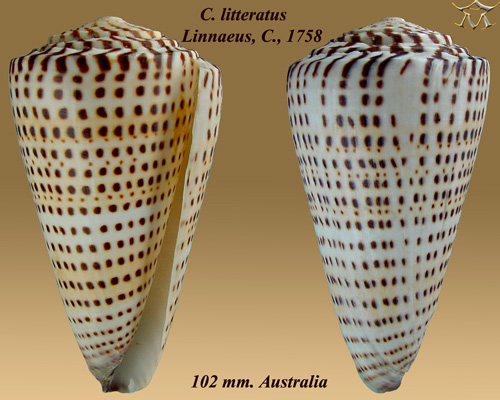
102 мм, Австралия
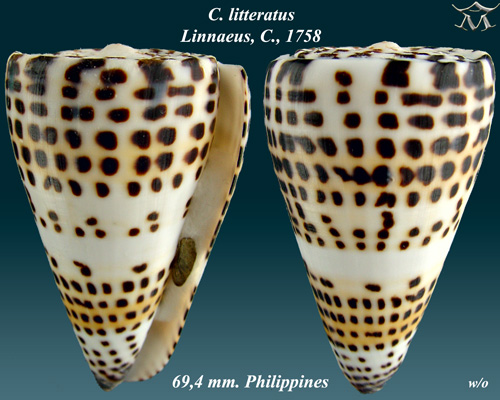
69,4 мм, Филиппины
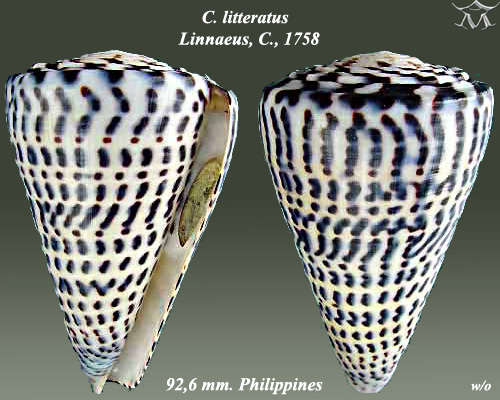
92,6 мм, Филиппины

## Ареал
Тропический Индо-Тихоокеанский регион. От Мозамбика до Индокитая и Австралии.

## Биология
Моллюски встречаются среди кораллов на глубинах 5—60 м. Предпочитают песчаный грунт. Хищник — активно охотится на полихет семейства Capitellidae.